# エドワード・エジャートン
エドワード・クリストファー・エジャートン（Edward Christopher Egerton、1816年7月27日 – 1869年8月27日）は、イギリスの政治家。エジャートン家出身で保守党に属し、庶民院議員、外務省政務次官を務めた。

## 生涯
ウィルブラハム・エジャートンと妻エリザベス（1853年4月28日没、第2代準男爵サー・クリストファー・サイクスの娘）の六男として、1816年7月27日にチェシャーのタットン・パークで生まれた。初代エジャートン男爵ウィリアム・エジャートンの弟にあたる。
ハーロー校を経て、1833年5月23日にオックスフォード大学クライスト・チャーチに進学、1837年にB.A.の学位を修得した。同年から1846年までオックスフォード大学オール・ソウルズ・カレッジのフェローを務め、1840年6月12日にインナー・テンプルで弁護士資格免許を取得した。1841年にオックスフォード大学でB.C.L.の学位を修得した。
1850年7月、シティ・オブ・チェスター選挙区（2人区）の補欠選挙に保守党候補として出馬したが、645票対986票でホイッグ党候補に敗れた。1852年イギリス総選挙で保守党候補としてマクルズフィールド選挙区（2人区）から出馬、530票（得票数2位）で当選した。その後、1857年、1859年、1865年の総選挙においてそれぞれ556票（得票数2位）、無投票、471票（得票数1位）で再選した。1868年イギリス総選挙でイースト・チェシャー選挙区（2人区）に鞍替えして、無投票で当選した。
1864年、オックスフォード大学よりM.A.の学位を授与された。第三次ダービー伯爵内閣において、1866年7月から1868年12月まで外務省政務次官を務めた。
1869年8月27日にイタリア王国バヴェーノで死去した。

## 家族
1845年8月21日、メアリー・ピアポント（Mary Pierrepont、1905年6月12日没、第2代マンヴァーズ伯爵チャールズ・ピアポントの娘）と結婚、2男4女をもうけた。
- チャールズ・オーガスタス（1846年8月24日 – 1912年10月13日） - 1888年4月17日、メイベル・ブラッシー（Mabelle Brassey、1927年2月18日没、初代ブラッシー伯爵トマス・ブラッシー（英語版）の娘）と結婚、子供あり[1]
- シャーロット（1926年5月14日没[1]）
- メアリー・アリス - 1902年1月7日、ビーチャム・タワー（英語版）（1904年12月31日没）と結婚[1]
- エミリー・マーガレット（1894年3月19日没） - 1882年9月21日、チャールズ・ウィリアム・アレグザンダー・フィールディング閣下（Hon. Charles William Alexander Feilding、1893年11月30日没、第7代デンビー伯爵バジル・フィールディング（英語版）の息子）と結婚[1]
- ジョージナ・レニラ（Georgina Renira、1930年11月15日没） - 生涯未婚[1]
- ヒュー・エドワード（1855年4月19日 – 1927年5月21日） - 1886年7月7日、マーガレット・アリス・トロッター（Margaret Alice Trotter、アレグザンダー・トロッターの娘）と結婚、子供あり[1]